# Centroctenus auberti
Centroctenus auberti är en spindelart som först beskrevs av Lodovico di Caporiacco 1954.  Centroctenus auberti ingår i släktet Centroctenus och familjen Ctenidae. Inga underarter finns listade i Catalogue of Life.